# Aleksandr Grichtchouk
Pour les articles homonymes, voir Grichtchouk.
Aleksandr Igorevitch Grichtchouk (en russe : Александр Игоревич Грищук, transcription anglaise : Alexander Grischuk) est un joueur d'échecs russe né le 31 octobre 1983 à Moscou.
Grand maître international depuis 2000, il est vainqueur du tournoi de Linares en 2009, et est devenu Champion de Russie la même année. Champion du monde de blitz en 2006, 2012 et 2015, il a été finaliste du tournoi des candidats de 2011 à Kazan, après avoir éliminé Levon Aronian et Vladimir Kramnik et finaliste de la Coupe du monde d'échecs 2011. Grichtchouk fait partie du Top 25 mondial depuis janvier 2002.
Au 1er juillet 2021, avec un classement Elo de 2 778 points, il est le 7e joueur mondial.

## Biographie

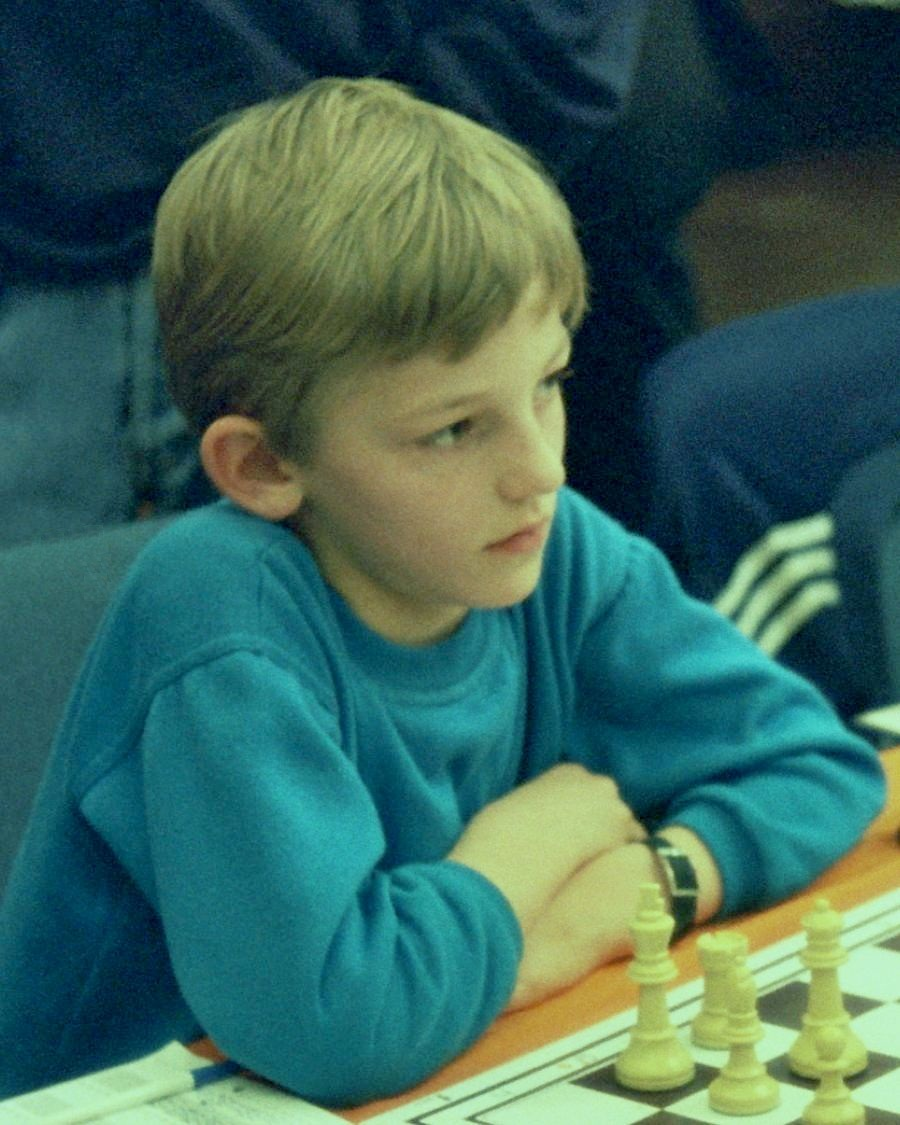
Aleksandr Grichtchouk en 1992.

Aleksandr Grichtchouk est né et vit à Moscou. Il apprit à jouer aux échecs à l'âge de quatre ans.
Il a été marié avec la grand maître ukrainienne Natalia Joukova, avec laquelle il a eu une fille. À la suite de son divorce, il s'est remarié avec la grand maître Kateryna Lagno en 2018.

## Carrière

### Débuts
Aleksandr Grichtchouk est champion de Russie des jeunes dans toutes les catégories d'âge, mais ne parvint pourtant jamais à devenir champion du monde junior. Il obtint le titre de maître international à quatorze ans et celui de grand maître à seize ans en 2000. En novembre 1999, il remporta le mémorial Tchigorine (ex æquo avec Sergueï Volkov) et en conséquence fut inclus dans l'équipe nationale russe lors de l'olympiade de 2000 à 17 ans.

### Premiers succès
Il obtint ses premiers succès à l'étranger en 2000 lors du Young Masters' de Lausanne, puis au tournoi de Torshavn (îles Féroé). En 2001, il fut invité au tournoi de Linares et termina 2e-6e derrière Garry Kasparov.

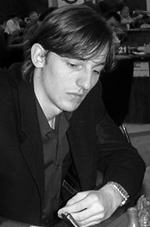
Aleksandr Grichtchouk en 2005.

En 2002, Grichtchouk finit premier ex æquo de l'Open Aeroflot et deuxième du tournoi de Wijk aan Zee. En 2004, il termina premier du tournoi de Mayence (tournoi rapide) et covainqueur du tournoi de Poïkovski en l'honneur de Karpov, ex æquo avec Roublevski.
Aleksandr Grichtchouk remporte son plus grand succès en tournoi en remportant en 2009 le tournoi de Linares, avec un score de 8/14, au départage (plus grand nombre de victoires) devant Vassili Ivantchouk. En 2010, il finit deuxième du tournoi de Linares remporté par Alexeï Chirov.
En 2014, il remporte la mémorial Tigran Petrossian à Moscou avec 5,5 points sur 7.

### Grands Prix FIDE (2008 à 2019)
En décembre 2008, Grichtchouk remporte le Grand Prix FIDÉ de Elista ex æquo avec Teimour Radjabov et Dmitri Iakovenko. Grâce à ce succès, il finit troisième du classement général du Grand Prix FIDÉ 2008-2010.
En 2017, il finit premier ex æquo du premier tournoi du Grand Prix à Charjah. Il finit deuxième du classement général.
En mai 2019, il parvient en finale du Grand Prix Fidé de Moscou, où il est battu par Ian Nepomniachtchi. Au Grand Prix de Riga (juillet), il est battu en demi-finale par Vachier-Lagrave. En novembre 2019, il remporte le Grand Prix de Hambourg en battant Vachier-Lagrave en demi-finale et Duda en finale. Il termine premier du classement général du Grand Prix FIDÉ 2019, ce qui le qualifie pour le tournoi des candidats 2020-2021.

### Champion de Russie (2009)
En 2004 et 2007, à Moscou, il finit deuxième de la super-finale du championnat de Russie d'échecs remportée par Kasparov en 2004 et par Morozevitch en 2007.
Grichtchouk remporte fin décembre 2009 le 62e championnat de Russie à Moscou invaincu avec 6,5/9. En 2010, il finit deuxième du tournoi de Linares, derrière Veselin Topalov. Dans les années 2010, il finit troisième en 2010, 2011 et deuxième ex æquo en 2016.

### Compétitions par équipe

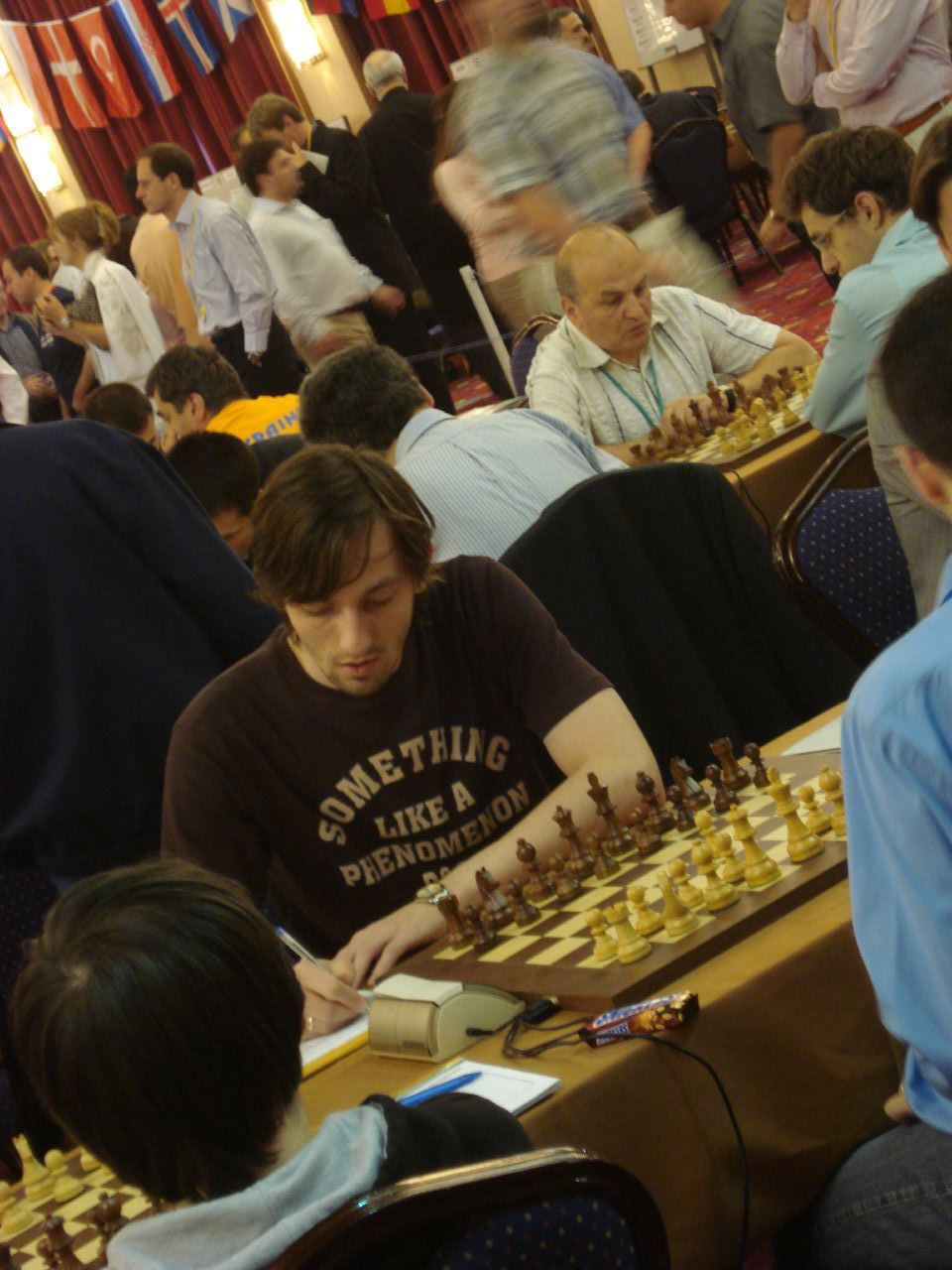
Aleksandr Grichtchouk en 2007 au championnat d'Europe d'échecs des nations.

En 2000, Grichtchouk remporta avec l'équipe russe l'Olympiade d'échecs à Istanbul et obtint la médaille de bronze en tant que 3e meilleur seconde réserve du tournoi (les équipes de l'Olympiade étant constituées de 4 joueurs titulaires et 2 joueurs réservistes). Deux ans plus tard, il fut encore membre de l'équipe russe victorieuse à l'Olympiade d'échecs de 2002 et joua au deuxième échiquier. 
En 2004, la Russie se classa 2e derrière l'Ukraine (Grichtchouk jouait au troisième échiquier). En 2006 et 2008, il participa aux relatives contre-performances de la Russie (6e et 5e). Lors de l'olympiade de 2010 et de l'olympiade de 2012, Grichtchouk jouait au 2e échiquier de l'équipe russe qui termine en seconde position.
En 2013 il fait partie de l'équipe de Russie qui termine troisième aux Championnats d'Europe d'Échecs par équipe à Varsovie. Il en est le premier échiquier.

### Demi-finaliste du Championnat du monde FIDÉ 2000
En 2000, lors du Championnat du monde de la Fédération internationale des échecs 2000, Grichtchouk fut éliminé en demi-finale par Alekseï Chirov (1,5 à 2,5), après avoir battu Lima (2,5 à 1,5), Ilya Smirin (3 à 1), Grigori Serper (1,5 à 0,5), Jaan Ehlvest (2,5 à 1,5) et Vladislav Tkachiev (2,5 à 1,5).

### Championnats du monde de 2001 et 2004
En 2001, lors du Championnat du monde de la Fédération internationale des échecs 2001-2002, Grichtchouk fut éliminé au deuxième tour par Alexander Motylev (0,5 à 1,5), après avoir battu Ehsan Ghaem Maghami (1,5 à 0,5).
| Année | Lieu                             | Résultat                         | Ultimes adversaires | Adversaires battus                                                         |
| ----- | -------------------------------- | -------------------------------- | ------------------- | -------------------------------------------------------------------------- |
| 2000  | New Delhi (championnat du monde) | demi-finaliste                   | Alexeï Chirov       | Darcy Lima, Ilya Smirin, Grigori Serper, Jaan Ehlvest Vladislav Tkachiev   |
| 2001  | Moscou                           | deuxième tour                    | Aleksandr Motyliov  | Ehsan Ghaem Maghami                                                        |
| 2004  | Tripoli (championnat du monde)   | quart de finale (cinquième tour) | Rustam Qosimjonov   | Kenneth Solomon, Vassílios Kotroniás, Valeri Filippov, Aleksandr Beliavski |

En 2004, lors du Championnat du monde de la Fédération internationale des échecs 2004, Grichtchouk fut éliminé en quart de finale par le vainqueur Qosimjonov (1 à 3), après avoir éliminé Solomon (+1 =1), Kotroniás (2-0), V. Filippov (4-2) et Beliavski (3,5 à 2,5).

### Finaliste de la coupe du monde (2011)
Aleksandr Grichtchouk a participé à neuf coupes du  monde consécutives de 2005 à 2021.
En 2005, Grichtchouk perdit en demi-finale face à Ponomariov. Il finit quatrième de la Coupe du monde d'échecs 2005 après un match de classement contre Bacrot et se qualifia pour le tournoi des candidats de 2007. 
Lors de la Coupe du monde d'échecs 2011, Grichtchouk perdit en finale face à Peter Svidler et se qualifia pour le tournoi des candidats de 2013.
| Année | Lieu                             | Résultat                            | Ultimes adversaires                                   | Adversaires battus                                                                                        |
| ----- | -------------------------------- | ----------------------------------- | ----------------------------------------------------- | --- |
| 2005  | Khanty-Mansiïsk (coupe du monde) | quatrième (demi-finaliste)          | Ruslan PonomariovÉtienne Bacrot (match de classement) | Gastón Needleman Andrei Istrățescu, Yuri Shulman Gata Kamsky, Boris Guelfand                              |
| 2007  | Khanty-Mansiïsk (coupe du monde) | troisième tour                      | Ievgueni Bareïev                                      | Darcy Lima, Ievgueni Naïer                                                                                |
| 2009  | Khanty-Mansiïsk (coupe du monde) | quatrième tour (huitième de finale) | Dmitri Iakovenko                                      | Sriram Jha, Vladislav Tkachiev Baadur Jobava                                                              |
| 2011  | Khanty-Mansiïsk (coupe du monde) | finaliste                           | Peter Svidler                                         | Vladimir Genba, Sébastien Feller Aleksandr Morozevitch, Vladimir Potkine David Navara, Vassili Ivantchouk |
| 2013  | Tromsø                           | troisième tour                      | Lê Quang Liêm                                         | Igor Bjelobrk, Dariusz Świercz                                                                            |
| 2015  | Bakou                            | troisième tour                      | Pavel Eljanov                                         | Yusup Atabayev, Vladimir Fedosseïev                                                                       |
| 2017  | Tbilissi                         | quatrième tour (huitième de finale) | Maxime Vachier-Lagrave                                | Essam El-Gindy Jorge Cori, David Navara                                                                   |
| 2019  | Khanty-Mansiïsk                  | quart de finale (cinquième tour)    | Ding Liren                                            | Paulius Pultinevičius, Benjamin Bok Xu Xiangyu, Leinier Domínguez                                         |
| 2021  | Sotchi                           | huitième de finale (cinquième tour) | Jan-Krzysztof Duda                                    | Federico Perez Ponsa Alan Pichot, Anton Korobov                                                           |
| 2023  | Bakou                            | deuxième tour                       | Bardiya Daneshvar                                     | (exempt au 1er tour)                                                                                      |

### Matchs des candidats (2007 et 2011) et championnat du monde (2007)
Grâce à sa quatrième place lors de la Coupe du monde 2005, Grichchouk était qualifé pour le tournoi des candidats. Après avoir éliminé successivement Vladimir Malakhov et Sergueï Roublevski lors du tournoi des candidats de mai-juin 2007, Grichtchouk se qualifia pour le Championnat du monde 2007, mais y termina à la huitième et dernière place, avec 5,5/14.
Grâce à sa troisième place lors du Grand Prix FIDE 2008-2010, Grichtchouk fut sélectionné pour le tournoi des candidats de 2011, en remplacement de Magnus Carlsen.
Au 1er mars 2011, il était le 10e joueur mondial, avec un classement Elo de 2 747 points. Lors du tournoi des candidats 2011 disputé à Kazan, il parvint en finale  en éliminant les favoris Levon Aronian et Vladimir Kramnik. Lors de la finale, il perdit contre Boris Guelfand.

### Tournois des candidats (2013, 2018 et 2020-2021)
Toujours en 2011, Grichtchouk arriva également en finale de la coupe du monde d'échecs (battu en finale par Peter Svidler) et se qualifia pour le tournoi des candidats du championnat du monde d'échecs 2013. À Londres, lors du tournoi des candidats de 2013, il termine 5e-6e avec 6,5 points sur 14 (+1 -2 =11).
En 2017, il finit deuxième du Grand Prix FIDÉ, ce qui le qualifie pour le tournoi des candidats 2020-2021 à Berlin où il finit à 5e-6e place moins de la moitié des points (6,5 / 14).
En 2019, il remporte le Grand Prix FIDÈ, ce qui le qualifie pour le tournoi des candidats 2020-2021 à Iekaterinbourg où il finit à 5e-6e place avec la moitié des points (7 / 14).

### Triple champion du monde de blitz (2006, 2012 et 2015)
Grichtchouk a un style de jeu dynamique et agressif[réf. nécessaire]  le rendant également très fort dans les parties rapides.

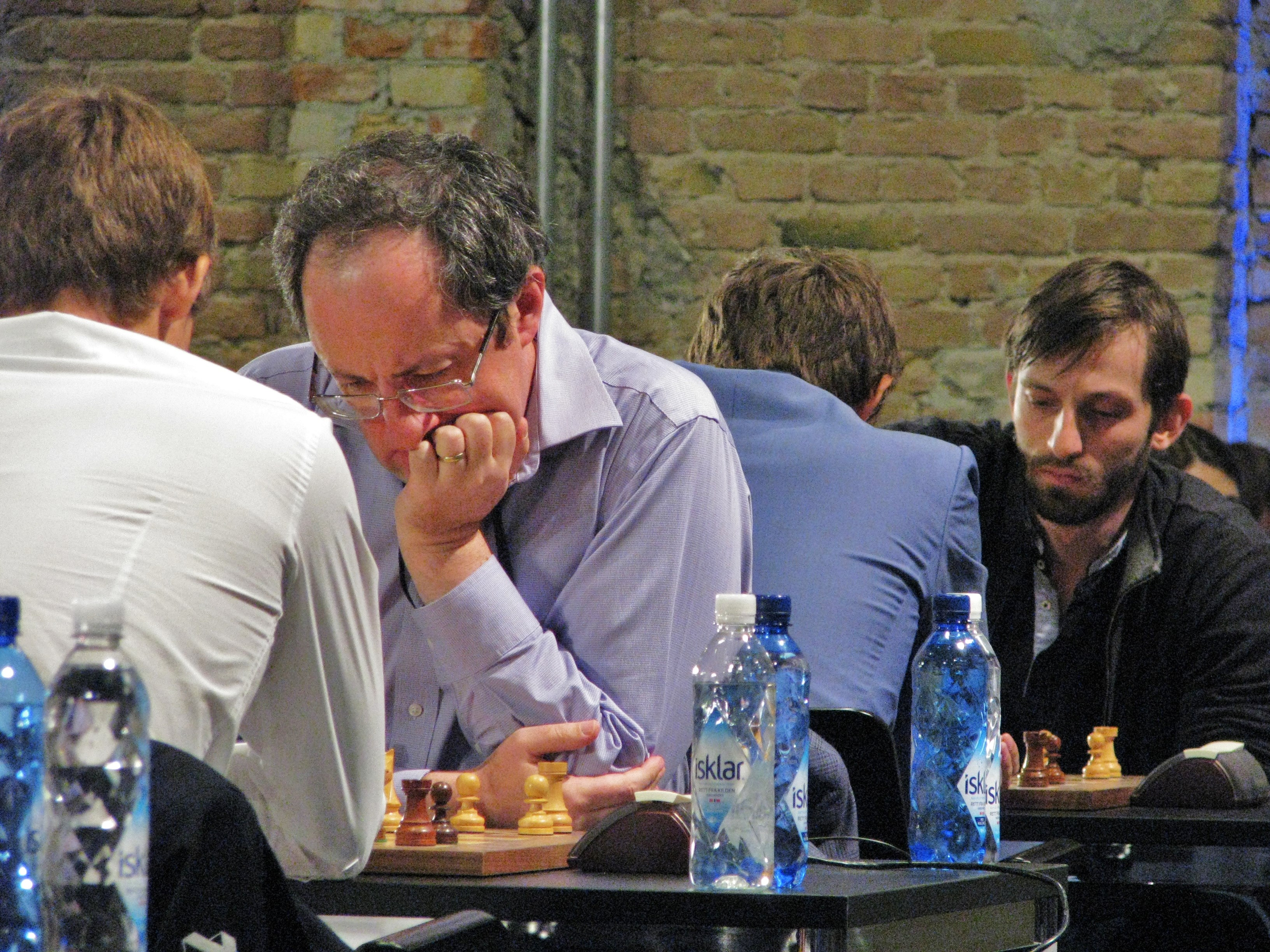
Grichtchouk (à droite) lors du championnat du monde de parties rapides de 2015 à Berlin.

En 2003, il est demi-finaliste du championnat du monde d'échecs de parties rapides au Cap d'Agde.
Il remporte en 2006 le deuxième Championnat du monde de blitz (4 minutes par joueurs plus deux secondes d'incrément à chaque coup). Grichtchouk finit ex æquo avec Peter Svidler mais remporte leur partie de départage. 
En 2012, il remporte une deuxième fois le titre mondial en blitz. En octobre 2015, il est le premier joueur à remporter une troisième fois le titre de champion du monde de blitz devant Maxime Vachier-Lagrave et Vladimir Kramnik.
En décembre 2016 à Doha, Grichtchouk finit de nouveau ex æquo, cette fois du championnat du monde d'échecs de parties rapides, à égalité avec Magnus Carlsen et Vassili Ivantchouk, mais c'est ce dernier qui remporte la victoire au départage et Grichtchouk remporte la médaille d'argent.

## Une partie remarquable
Aleksandr Grichtchouk - Evgeny Bareïev
Championnat de Russie, Moscou, 25 novembre 2004, ronde 9
Défense Caro-Kann, Attaque Panov (Code ECO : B13) :

1. e4 c6 2. d4 d5 3. exd5 cxd5 4. c4 Cf6 5. Cc3 Cc6 6. Fg5 dxc4 7. Fxc4 Dxd4 (Dreïev a souvent employé 7. ..e6, une ligne solide) 8. Dxd4 Cxd4 9. 0-0-0 e5 10. f4 Fg4! 11. Cf3! Cxf3? (Ftacnik, Kopec et Browne indiquent plutôt 11. ..Fxf3! 12. gxf3 Tc8! 14. exf6 g6) 12. gxf3 Fxf3 13. fxe5! Fxh1 14. exf6 Tc8 15. Te1+ Rd7 16. Td1+! Fd6 (Ftacnik, Kopec et Browne pointent 16. ..Re8 17. Fd3!? Fd5 18. Rb1!!) 17. Fe2 gxf6 18. Fxf6 Fg2 19. Fe5! Re6 20. Fxd6 Thd8 21. Fg3 Txd1+ 22. Rxd1 a6 23. Rd2 Rf5? 24. Fd3+ Rg4 25. Cd1 Rg5 26. Fxh7 Tf8 27. Fd3 f5 28. h4+ Rh5 29. Fe2+ Rg6 30. Ff4 Fe4 31. Cc3 Fc6 32. a3 Te8 33. h5+ Rf6 34. h6 Rg6 35. Fd3 Te7 36. Fc2 (probablement pour gagner du temps à la pendule à l'approche du quarantième coup) 36. ..Ff3 37. Fd3 Te8 38. Fc4 Fc6 39. Fe2 Te7 40. Fd3 Te8 41. a4 Td8 42. Re3 Te8+ 43. Rd2 Td8 44. Re3 (à la cadence Fischer, chaque coup joué apporte un incrément de temps de trente secondes à la pendule, d'où la répétition de coups)
44. ..Te8+ 45. Rf2 Td8 46. Fc2 Te8 47. Fe3 Te7 48. Ce2! Fe4 49. Fb3 Te8 50. Cd4 Rh7 51. Ff4 Tc8 52. Cf3 Fb1 23. Ce5 Td8 54. Ff7 Td6 55. Fe8!
1-0 (la menace est Ce5-d7-f8).